# Stefan Sarnowski (filozof)
Stefan Sarnowski (ur. 20 lipca 1939 w Zembrzu, zm. 12  marca 2014) – polski filozof, profesor na Uniwersytecie Kazimierza Wielkiego w Bydgoszczy.

## Życiorys
Studia filozoficzne odbył w Warszawie na Uniwersytecie Warszawskim, uzyskując w 1964 roku tytuł magistra nauk filozoficznych dzięki pracy napisanej pod opieką Marka Fritzhanda - Marksizm i darwinizm w etyce Kautskiego. Po uzyskaniu stopnia doktora pracował na tejże uczelni na Wydziale Filozofii i Socjologii na stanowisku adiunkta. Był członkiem PZPR.

## Prace
- Zmierzch absolutu? Z problemów filozofii chrześcijańskiej i egzystencjalistycznej (1974);
- Krytyka filozofii metafizycznej (1982);
- Świadomość i czas: o początkach filozofii współczesnej (1985);
- Berkeley: zdrowy rozsądek i idealizm (1988);
- Rozumność i świat - próba wprowadzenia do filozofii (1988);
- O filozofii i metafilozofii (1991);
- Problemy etyki: wybór tekstów (1993; opracowanie);
- Krytyka rozumu pedagogicznego (1993; redakcja);
- Jedność i wielość: zbiór rozpraw (1996; redakcja);
- Wokół Kanta i innych: zbiór rozpraw (1998; redakcja);
- Między filozofią i polityką: platonizm i jego interpretacje (1998);
- Od Platona do współczesności (1999; redakcja);
- Filozofia a polityka (2001);
- Paradoksy i absurdy filozofii (2002);
- O metafilozofii jako filozofii filozofii (2007).